# 1996年の相撲
1996年の相撲（1996ねんのすもう）は、1996年の相撲関係のできごとについて述べる。

## 大相撲

### できごと
- 1月、ファン感謝祭の売り上げから300万円を義援金として神戸に送ると発表。1月場所千秋楽、優勝した貴ノ浪に橋本龍太郎首相が歴代首相として初めて内閣総理大臣杯を直接手渡しした。役員改選が行われ、理事長に出羽海が3選、新理事に北の湖、木瀬、二子山。新監事に押尾川、武蔵川。
- 2月、出羽海（元横綱佐田の山）と境川（元関脇鷲羽山）が名跡変更。
- 3月、元前頭14枚目大若松引退、年寄音羽山襲名。元大関霧島引退、年寄錣山襲名。
- 5月、本所消防署主催の消防訓練が国技館で行われ、「災害支援ボランティア」のための講習を受けた。
- 7月、元前頭4枚目鬼雷砲引退、年寄佐ノ山襲名。
- 9月、NTTと共同でインターネットの「大相撲ホームページ」を開設。元前頭筆頭春日富士引退、年寄春日山襲名。
- 10月、6日に幕内旭道山が廃業届を提出して、第41回衆議院選挙の比例代表近畿ブロックに新進党から立候補することを表明した。20日、衆議院総選挙が投票、開票された旭道山が当選、廃業届が正式に受理された。
- 11月、21日にジャック・シラク仏大統領が九州場所12日目を観戦[1]。
- 12月、8日に鏡山（元横綱柏戸）死去、58歳。従五位勲四等旭日小綬受賞。18日に協会葬。

### 本場所

#### 一月場所（初場所）
両国国技館（東京都）を会場に、初日の1月7日（日）から千秋楽の1月21日（日）までの15日間開催された。
| タイトル     | タイトル     | 人物（所属部屋 出身地） - 成績 |
| ------------ | ------------ | --- |
| 幕内最高優勝 | 幕内最高優勝 | 貴ノ浪貞博（二子山部屋 青森県三沢市出身） - 14勝1敗（初優勝） ※優勝決定戦勝利 |
| 三賞         | 殊勲賞       | 魁皇博之（友綱部屋 福岡県直方市出身） - 10勝5敗（2場所ぶり4回目） |
| 三賞         | 敢闘賞       | 貴闘力忠茂（二子山部屋 兵庫県神戸市兵庫区出身） - 12勝3敗（9場所ぶり7回目） 剣晃敏志（高田川部屋 大阪府守口市出身） - 8勝7敗（初受賞） 玉春日良二（片男波部屋 愛媛県東宇和郡野村町出身） - 10勝5敗（初受賞） |
| 三賞         | 技能賞       | 該当者なし |
| 十両優勝     | 十両優勝     | 力櫻猛（鳴戸部屋 奈良県桜井市出身） - 10勝5敗 ※優勝決定戦勝利 |

#### 三月場所（春場所、大阪場所）
大阪府立体育会館（大阪市）を会場に、初日の3月10日（日）から千秋楽の3月24日（日）までの15日間開催された。
| タイトル     | タイトル     | 人物（所属部屋 出身地） - 成績                                              |
| ------------ | ------------ | --------------------------------------------------------------------------- |
| 幕内最高優勝 | 幕内最高優勝 | 貴乃花光司（二子山部屋 東京都中野区出身） - 14勝1敗（3場所ぶり12回目）      |
| 三賞         | 殊勲賞       | 旭豊勝照（大島部屋 愛知県春日井市出身） - 9勝6敗（初受賞）                  |
| 三賞         | 敢闘賞       | 琴の若實哉（佐渡ヶ嶽部屋 山形県尾花沢市出身） - 11勝4敗（4場所ぶり2回目）   |
| 三賞         | 技能賞       | 武双山正士（武蔵川部屋 茨城県水戸市出身） - 12勝3敗（4場所ぶり2回目）       |
| 十両優勝     | 十両優勝     | 旭鷲山昇（大島部屋 モンゴル・ウランバートル出身） - 11勝4敗 ※優勝決定戦勝利 |

#### 五月場所（夏場所）
両国国技館（東京都）を会場に、初日の5月12日（日）から千秋楽の5月26日（日）までの15日間開催された。
| タイトル     | タイトル     | 人物（所属部屋 出身地） - 成績                                         |
| ------------ | ------------ | ---------------------------------------------------------------------- |
| 幕内最高優勝 | 幕内最高優勝 | 貴乃花光司（二子山部屋 東京都中野区出身） - 14勝1敗（2場所ぶり13回目） |
| 三賞         | 殊勲賞       | 魁皇博之（友綱部屋 福岡県直方市出身） - 11勝4敗（2場所ぶり5回目）      |
| 三賞         | 敢闘賞       | 該当者なし                                                             |
| 三賞         | 技能賞       | 玉春日良二（片男波部屋 愛媛県東宇和郡野村町出身） - 9勝6敗（初受賞）   |
| 十両優勝     | 十両優勝     | 力櫻猛（鳴戸部屋 奈良県桜井市出身） - 12勝3敗                          |

#### 七月場所（名古屋場所）
愛知県体育館（名古屋市）を会場に、初日の7月7日（日）から千秋楽の7月21日（日）までの15日間開催された。
| タイトル     | タイトル     | 人物（所属部屋 出身地） - 成績 |
| ------------ | ------------ | --- |
| 幕内最高優勝 | 幕内最高優勝 | 貴乃花光司（二子山部屋 東京都中野区出身） - 13勝2敗（3場所連続14回目）                                                             |
| 三賞         | 殊勲賞       | 魁皇博之（友綱部屋 福岡県直方市出身） - 10勝5敗（2場所連続6回目） 琴の若實哉（佐渡ヶ嶽部屋 山形県尾花沢市出身） - 9勝6敗（初受賞） |
| 三賞         | 敢闘賞       | 貴闘力忠茂（二子山部屋 兵庫県神戸市兵庫区出身） - 10勝5敗（3場所連続8回目）                                                        |
| 三賞         | 技能賞       | 該当者なし |
| 十両優勝     | 十両優勝     | 大善尊太（二所ノ関部屋 大阪府大阪市浪速区出身） - 11勝4敗 ※優勝決定戦勝利                                                          |

#### 九月場所（秋場所）
両国国技館（東京都）を会場に、初日の9月8日（日）から千秋楽の9月22日（日）までの15日間開催された。
| タイトル     | タイトル     | 人物（所属部屋 出身地） - 成績 |
| ------------ | ------------ | --- |
| 幕内最高優勝 | 幕内最高優勝 | 貴乃花光司（二子山部屋 東京都中野区出身） - 15戦全勝（4場所連続15回目）                                                                |
| 三賞         | 殊勲賞       | 該当者なし |
| 三賞         | 敢闘賞       | 貴闘力忠茂（二子山部屋 兵庫県神戸市兵庫区出身） - 11勝4敗（2場所連続9回目） 旭豊勝照（大島部屋 愛知県春日井市出身） - 9勝6敗（初受賞） |
| 三賞         | 技能賞       | 琴錦功宗（佐渡ヶ嶽部屋 群馬県群馬郡箕郷町出身） - 10勝5敗（6場所ぶり6回目）                                                            |
| 十両優勝     | 十両優勝     | 栃東大裕（玉ノ井部屋 東京都足立区出身） - 12勝3敗                                                                                      |

#### 十一月場所（九州場所）
福岡国際センター（福岡市）を会場に、初日の11月10日（日）から千秋楽の11月24日（日）までの15日間開催された。
| タイトル     | タイトル     | 人物（所属部屋 出身地） - 成績                                                                                                |
| ------------ | ------------ | --- |
| 幕内最高優勝 | 幕内最高優勝 | 武蔵丸光洋（武蔵川部屋 アメリカ合衆国ハワイ州オアフ島出身） - 11勝4敗 ※優勝決定戦勝利                                         |
| 三賞         | 殊勲賞       | 土佐ノ海敏生（伊勢ノ海部屋 高知県安芸市出身） - 8勝7敗（6場所ぶり2回目）                                                      |
| 三賞         | 敢闘賞       | 魁皇博之（友綱部屋 福岡県直方市出身） - 11勝4敗（6場所ぶり2回目） 栃東大裕（玉ノ井部屋 東京都足立区出身） - 10勝5敗（初受賞） |
| 三賞         | 技能賞       | 該当者なし |
| 十両優勝     | 十両優勝     | 栃乃洋泰一（春日野部屋 石川県七尾市出身） - 13勝2敗                                                                           |

### 受賞
- 年間最優秀力士賞（年間最多勝）：貴乃花光司（70勝5敗15休）

### 新弟子検査合格者
四股名が太字の者は現役力士。最高位は引退力士のみ記載。
| 場所     | 主な合格者 | 四股名     | 最高位     | 最終場所       | 備考             |
| -------- | ---------- | ---------- | ---------- | -------------- | ---------------- |
| 1月場所  | 石原洋     | 芳東洋     | （現役）   | （現役）       |                  |
| 1月場所  | 後藤泰一   | 栃乃洋泰一 | 関脇       | 2012年1月場所  | 幕下最下位格付出 |
| 1月場所  | 熊谷涼至   | 海鵬涼至   | 小結       | 2010年7月場所  | 幕下最下位格付出 |
| 1月場所  | 鈴木大司   | 燁司大     | 前頭11枚目 | 2005年11月場所 | 幕下最下位格付出 |
| 1月場所  | 柳川信行   | 増健亘志   | 十両6枚目  | 2011年1月場所  | 幕下最下位格付出 |
| 3月場所  | 山口智史   | 大雷童太郎 | （現役）   | （現役）       |                  |
| 3月場所  | 出島武春   | 出島武春   | 大関       | 2009年7月場所  | 幕下最下位格付出 |
| 3月場所  | 坂本正博   | 時津海正博 | 前頭3枚目  | 2007年9月場所  | 幕下最下位格付出 |
| 3月場所  | 山影誠     | 四ツ車大八 | 十両8枚目  | 2013年5月場所  |                  |
| 5月場所  |            |            |            |                |                  |
| 7月場所  |            |            |            |                |                  |
| 9月場所  |            |            |            |                |                  |
| 11月場所 |            |            |            |                |                  |

### 引退・廃業
| 場所     | 主な引退力士 | 最高位     | 初土俵                            | 備考                   |
| -------- | ------------ | ---------- | --------------------------------- | ---------------------- |
| 1月場所  | 佐賀昇博     | 前頭14枚目 | 1977年3月場所                     | 引退時の四股名は佐嘉昇 |
| 1月場所  | 安芸の嶺良信 | 十両11枚目 | 1984年3月場所                     |                        |
| 3月場所  | 霧島一博     | 大関       | 1975年3月場所                     | 年寄「錣山」襲名       |
| 3月場所  | 玉海力剛     | 前頭8枚目  | 1982年3月場所                     |                        |
| 3月場所  | 大若松好弘   | 前頭13枚目 | 1982年3月場所                     | 年寄「音羽山」襲名     |
| 5月場所  |              |            |                                   |                        |
| 7月場所  | 鬼雷砲良蔵   | 前頭4枚目  | 1981年3月場所                     | 年寄「佐ノ山」襲名     |
| 9月場所  | 春日富士晃大 | 前頭筆頭   | 1981年3月場所                     | 年寄「春日山」襲名     |
| 9月場所  | 旭豪山和泰   | 前頭9枚目  | 1984年3月場所                     |                        |
| 9月場所  | 日立龍栄一   | 前頭14枚目 | 1985年3月場所                     |                        |
| 11月場所 | 旭道山和泰   | 小結       | 1980年5月場所                     |                        |
| 11月場所 | 大倭東洋     | 十両12枚目 | 1993年3月場所（幕下最下位格付出） | 引退時の四股名は白崎   |

## 誕生
- 2月10日 - 貴健斗誠虎（現役力士、所属：貴乃花部屋→千賀ノ浦部屋→常盤山部屋）[11]
- 4月17日 - 東白龍雅士（現役力士、所属：玉ノ井部屋）[12]
- 4月24日 - 霧島鐵力（現役力士、所属：陸奥部屋→音羽山部屋）[13][14]
- 5月18日 - 島津海空（現役力士、所属：松ヶ根部屋→二所ノ関部屋→放駒部屋）[15]
- 6月6日 - 極芯道貴裕（最高位：十両13枚目、所属：錦戸部屋）[16]
- 6月12日 - 王輝嘉助（最高位：十両13枚目、所属：錣山部屋）[17]
- 7月4日 - 阿武咲奎也（最高位：小結、所属：阿武松部屋）[18]
- 7月22日 - 錦富士隆聖（現役力士、所属：伊勢ヶ濱部屋）[19]
- 8月5日 - 貴景勝貴信（最高位：大関、所属：貴乃花部屋→千賀ノ浦部屋→常盤山部屋、年寄：湊川）[20][21]
- 8月25日 - 時疾風秀喜（現役力士、所属：時津風部屋）
- 8月30日 - 翠富士一成（現役力士、所属：伊勢ヶ濱部屋）[22]

## 死去
- 1月4日 - 大江戸勇二（最高位：前頭16枚目、所属：春日野部屋、* 1923年【大正12年】）[23]
- 1月14日 - 大晃定行（最高位：小結、所属：出羽海部屋、* 1927年【昭和2年】）[24]
- 4月14日 - 高鐵山孝之進（最高位：関脇、所属：朝日山部屋、* 1942年【昭和17年】）[25]
- 8月11日 - 時津浪朋納（最高位：十両4枚目、所属：時津風部屋、* 1934年【昭和9年】）
- 12月8日 - 柏戸剛（第47代横綱、所属：伊勢ノ海部屋、年寄：鏡山、* 1938年【昭和13年】）[26]

## その他
- 4月、元大鳴戸（高鐵山）が八百長や脱税、薬物使用などを告発した暴露本『八百長～相撲協会一刀両断～』（鹿砦社）を出版。直後にタニマチの橋本成一郎と共に急死したため暗殺説が流れた。